# Konrad Piekarski
Konrad Piekarski (ur. 2 lutego 1885 w Łęczycy, zm. ?) – pułkownik kawalerii Wojska Polskiego.

## Życiorys
Urodził się 2 lutego 1885 w Łęczycy. We wrześniu 1918 roku w Bugurusłaniu zorganizował i dowodził szwadronem ułanów, wchodzącym w skład Wojska Polskiego we Wschodniej Rosji pod dowództwem majora Waleriana Czumy. W październiku tego roku, po ewakuacji do Nowonikołajewska, rozwinął swój szwadron ułanów w dywizjon, a w styczniu 1919 roku w 1 pułk ułanów, który wszedł w skład 5 Dywizji Strzelców Polskich. 15 września tego roku dowodzony przez niego pułk liczył 28 oficerów, 4 lekarzy, 2 urzędników, 68 podoficerów i 485 szeregowców. 10 stycznia 1920 5 DSP skapitulowała przed Armią Czerwoną. 1 lipca tego roku szczątki dywizji przybyły do Gdańska.
2 marca 1922 roku został przyjęty do Wojska Polskiego, zaliczony do rezerwy z równoczesnym powołaniem do służby czynnej i wcieleniem do 5 pułku Ułanów Zasławskich. 3 maja tego roku został zweryfikowany w stopniu podpułkownika ze starszeństwem z dniem 1 czerwca 1919 roku i 38. lokatą w korpusie oficerów jazdy (od 1924 roku – kawalerii). 8 maja 1922 roku Minister Spraw Wojskowych generał dywizji Kazimierz Sosnkowski zezwolił mu korzystać tytularnie ze stopnia pułkownika.
Od 19 maja 1922 roku dowodził 1 pułkiem strzelców konnych w Garwolinie. 31 marca 1924 roku Prezydent Rzeczypospolitej Stanisław Wojciechowski na wniosek Ministra Spraw Wojskowych, generała dywizji Władysława Sikorskiego awansował go na pułkownika ze starszeństwem z dniem 1 lipca 1923 roku i 7. lokatą w korpusie oficerów jazdy. 1 czerwca 1924 roku został mianowany szefem Wydziału Kawalerii w Departamencie II Kawalerii Ministerstwa Spraw Wojskowych w Warszawie. W październiku 1925 roku został mianowany zastępcą szefa Departamentu Kawalerii MSWojsk. 31 października 1927 roku został mianowany dowódcą XVII Brygady Kawalerii w Hrubieszowie. 14 lutego 1929 roku został zwolniony ze stanowiska dowódcy brygady, pozostawiony bez przynależności służbowej z równoczesnym oddaniem do dyspozycji dowódcy Okręgu Korpusu Nr VI. Z dniem 31 sierpnia 1929 roku został przeniesiony w stan spoczynku.
W 1934 roku zajmował 6. lokatę na liście starszeństwa oficerów stanu spoczynku kawalerii, pozostawał w ewidencji Powiatowej Komendy Uzupełnień Toruń z przydziałem mobilizacyjnym do Oficerskiej Kadry Okręgowej Nr VIII. Jeniec Oflagu VII A Murnau.

## Ordery i odznaczenia
- Krzyż Walecznych
- Złoty Krzyż Zasługi (29 kwietnia 1925)[15]
- Medal Pamiątkowy za Wojnę 1918–1921
- Medal Dziesięciolecia Odzyskanej Niepodległości
- Państwowa Odznaka Sportowa[16]
- Krzyż Komandorski Orderu Korony Rumunii (Rumunia)
- Medal Zwycięstwa („Médaille Interalliée”)

## Przypisy

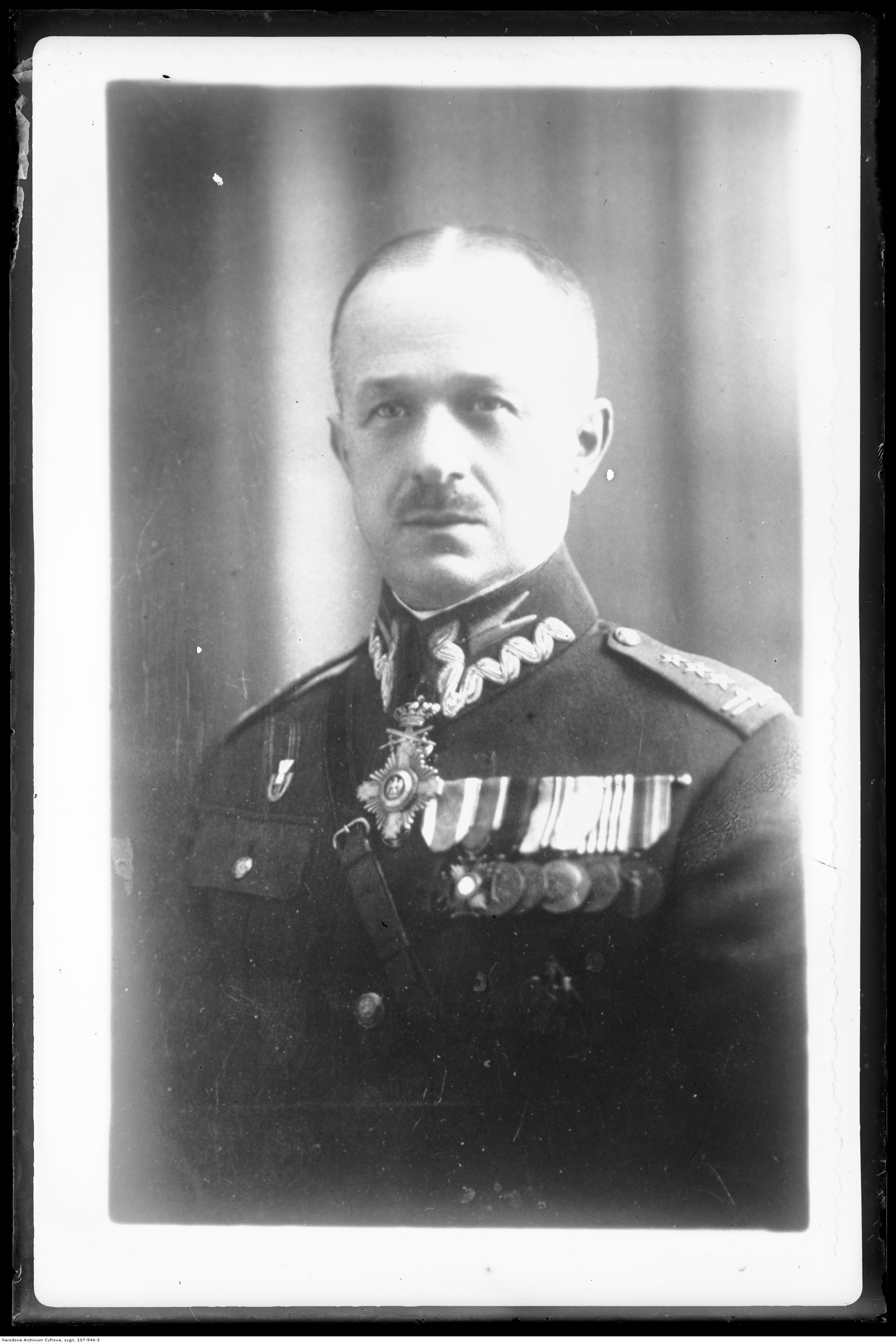
Płk Konrad Piekarski